# Solinellus simberloffi
Genre
Espèce
Solinellus simberloffi, unique représentant du genre Solinellus, est une espèce de pseudoscorpions de la famille des Garypinidae.

## Distribution
Cette espèce est endémique de Floride aux États-Unis. Elle se rencontre dans les Mud Keys.

## Description
Solinellus simberloffi mesure de 1,55 à 1,98 mm.

## Étymologie
Cette espèce est nommée en l'honneur de Daniel Simberloff.

## Publication originale
- Muchmore, 1979 : Pseudoscorpions from Florida and the Caribbean area. 7. Floridian diplosphyronids. Florida Entomologist, vol. 62, p. 193-213 (texte intégral).